# Dasyuromyia sternalis
Dasyuromyia sternalis là một loài ruồi trong họ Tachinidae.